# Lillian Porter
Lillian Porter (24 de febrero de 1917, Condado de Alameda, California - † 1 de febrero de 1997, San Bernardino, California) fue una actriz estadounidense de cine y televisión.
Se retiró tras su boda con el también actor Russell Hayden el 11 de julio de 1946. Permaneció casada con él hasta su muerte en 1981 y aparentemente no tuvo ningún hijo de esa relación.
Falleció en 1997, pocas semanas antes de su ochenta cumpleaños por causas sin desvelar.